# 以色列之家会堂
以色列之家会堂（Congregation Beth Israel）原为犹太会堂，1970年以来改为锡安山第七日上帝教会，位于美国纽约市布鲁克林东37街203号。它建于1928年，是一座两层的矩形砖砌建筑，具有罗马式和古典复兴样式元素。它有一个三角形的正面，圆拱窗。它的特点是前围栏的大卫之星、彩色玻璃窗和石膏作品。
它于2009年列入国家史迹名录。